# Tatry Polskie

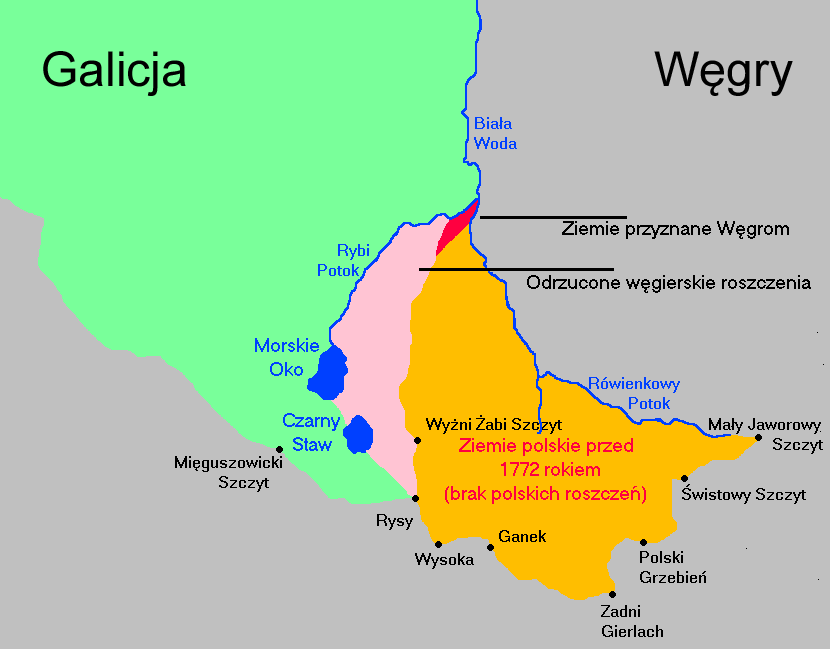
Mapa terenów spornych w 1902 r.

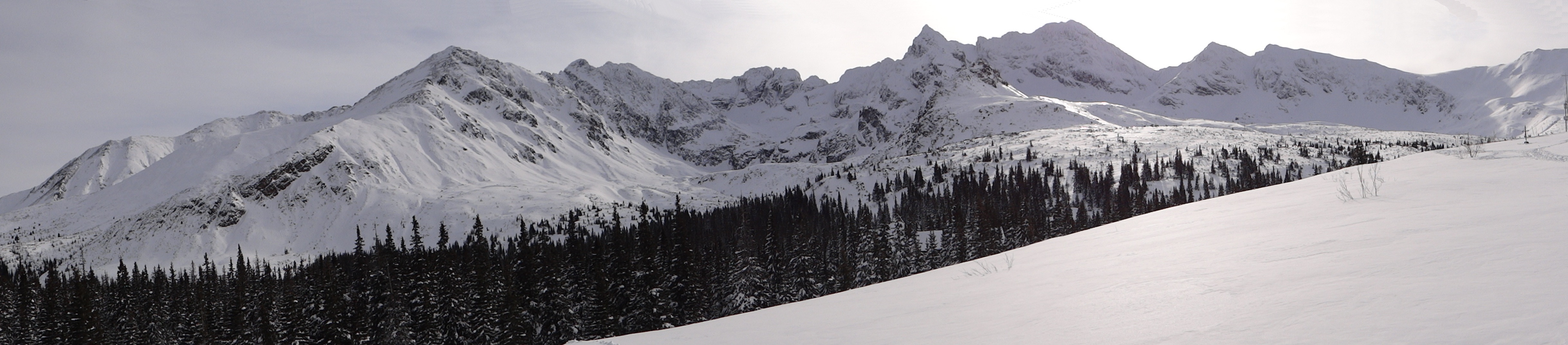
Fragment Tatr Polskich

Tatry Polskie (słow. Polské Tatry, niem. Polnische Tatra, węg. Lengyel Tátra) – część Tatr znajdująca się na terenie Polski. Dawniej używano nazw Tatry Nowotarskie, czasami również Nowotarskie Hale i Tatry Galicyjskie (Galizische Tatra). Jeszcze dawniej (w okresie przedrozbiorowym) używano także nazwy Tatry Sądeckie. Co najmniej od 1860 roku zaczęto powszechnie używać nazwy Tatry Polskie, a po 1900 używano już wyłącznie tej nazwy. Nazwa ta używana jest także w opracowaniach obcojęzycznych. Zazwyczaj oznacza ten sam obszar, co w polskim ujęciu, czasami jednak tylko część Tatr w obrębie wschodniej grani Świnicy.

## Granice
Współcześnie granica między Polską i Słowacją w Tatrach biegnie główną granią Tatr od Rysów po Wołowiec i dalej na zachodzie północną granią Wołowca, zaś na wschodzie od Rysów północną granią Rysów do ujścia Roztoki do Białki i dalej Białką. Powierzchnia Tatr Polskich wynosi 175 km², co stanowi 22,3% całej powierzchni Tatr. Pozostałe 77,7% to Tatry Słowackie. Do Tatr Polskich należy północna część Tatr Wysokich i Tatr Zachodnich. Tatry Bielskie znajdują się całkowicie na Słowacji.
Nie zawsze jednak tak było. Tatry od samego początku stanowiły naturalną granicę między Polską a Królestwem Węgier. Od czasów Mieszka II (1031 r.) granica ustaliła się w ten sposób, że Podhale należało do Polski, a Orawa, Liptów i Spisz do Węgrów. Przez długi czas jednak granica ta nie była dokładnie wyznaczona, nie było też dokładnych map Tatr i początkowo stanowiły one pas ziemi niczyjej. W miarę jak osadnictwo w otaczających Tatry regionach Podhala, Spiszu, Orawy i Liptowa posuwało się ku podnóżom Tatr, a w Tatrach rozpoczęto wydobywanie rud metali, wypas i wyrąb drzewa, coraz dokładniej kształtowała się granica między Polską i Węgrami, powstawały też spory graniczne. W 1634 r. podpisano umowę pomiędzy Polską i Węgrami wyznaczającą granicę w Tatrach. Biegła ona wówczas rzeką Białką i potokiem Biała Woda na Mały Jaworowy Szczyt, a dalej główną granią przez Polski Grzebień, Zadni Gerlach, Rysy, Mięguszowieckie Szczyty, Szpiglasowy Wierch. W 1772, po I rozbiorze Polski większa część Tatr stała się własnością Monarchii Habsburgów i weszła w skład Galicji, natomiast część Tatr w obrębie Spiszu Austria przekazał królestwu węgierskiemu. W 1782 roku Austriacy sporządzili pierwszą dokładną (jak na ówczesne czasy) mapę Tatr.
Po 1918 roku, gdy powstała Czechosłowacja i odrodziła się Polska (II Rzeczpospolita), między państwami tymi powstał spór o granice. Czechosłowacja chciała zająć wszystkie tereny, które do 1918 r. należały do Węgier, Polska zaś chciała przejąć tę część tych terenów, która była zamieszkana przez ludność polską (Górną Orawę i Zamagurze Spiskie). W 1920 r. konferencja ambasadorów państw alianckich wyznaczyła tę granicę w sposób niekorzystny dla Polski i przebiegała ona tak, jak obecnie. Po układzie monachijskim w 1938 r. na wschodzie Tatr granicę przesunięto tak, że przebiegała ona granią główną aż do Przełęczy pod Kopą, dalej granią Tatr Bielskich na Płaczliwą Skałę i jej granią na Długi Wierch (Wierch Średnicę) i dalej. Polska otrzymała resztę północnych stoków Tatr Wysokich oraz część północnych stoków Tatr Bielskich wraz z Jaworzyną Spiską, a najwyższym szczytem Polski stał się Lodowy Szczyt. Granica ta utrzymała się jednak bardzo niedługo. Po pokonaniu Polski w 1939 r. Niemcy wszystkie graniczne zdobycze Polski z 1938 r. podarowali będącej ich sojusznikiem Słowacji, ponadto dodali jej jeszcze całą polską część Orawy i Spiszu. Po II wojnie światowej granica w Tatrach wróciła do tej sprzed 1938 r.

## Sprawy własnościowe
Początkowo Tatry Polskie były niczyje, później stały się własnością królów. Gdy osadnictwo zbliżyło się do ich podnóży zaczęto wypasać hale tatrzańskie. W zamian za daniny i czynsze na rzecz króla, ludność miejscowa otrzymywała zezwolenia na wyrabianie polan i wypasanie hal oraz przywileje (tzw. serwituty), uprawniające ją do zbierania opału i wypasania w lasach królewskich. Przywileje nadawane były zwykle rodom sołtysim z określonych miejscowości. Zachowane akty tych nadań informują, że np. król Zygmunt III Waza nadał w 1595 roku Tomaszowi Miętusowi, będącemu osadźcą wsi Ciche, pastwiska w górach w Dolince i Przysłopi. W okresie rozbiorowym Tatry Polskie stały się jako tzw. dobra zakopiańskie własnością Monarchii Austro-Węgierskiej, która rozpoczęła ich sprzedaż prywatnym nabywcom. Największą ich część nabyli Emanuel Homolacs, Tomasz Uznański i Jan Pajączkowski (później sprzedał ją chłopom zrzeszonym we Wspólnocie Leśnej Uprawnionych Ośmiu Wsi). Obszary hal tatrzańskich nie wchodziły w skład Zakopiańskich Dóbr, lecz stanowiły prywatną własność górali z Zakopanego i okolicznych miejscowości. Zmieniali się właściciele Zakopiańskich Dóbr. W 1889 r. dużą część Tatr zakupił hrabia Władysław Zamoyski, który okazał się bardzo dobrym gospodarzem i prawdziwym dobroczyńcą Tatr i okolicznej miejscowości. Rozumiał potrzebę ochrony przyrody tatrzańskiej i nie eksploatował rabunkowo Tatr, jak czynili to inni ich właściciele. W Dolinie Pysznej utworzył pierwszy rezerwat przyrody (obecnie jest to Obszar ochrony ścisłej „Pyszna, Tomanowa, Pisana”). W 1933 r. własność Zamoyskiego (wcześniej przekazana Fundacji Kórnickiej) została sprzedana państwu polskiemu i należy do niego do dzisiaj.
Po II wojnie światowej, gdy zaczęto tworzyć Tatrzański Park Narodowy (TPN), sytuacja własnościowa Tatr Polskich nadal była skomplikowana. Duża ich część była już własnością państwową (Lasy Państwowe); oprócz zakupionych przed wojną Dóbr Kórnickich były to upaństwowione po wojnie duże własności pozostałych prywatnych właścicieli Tatr. Jednak nadal w Tatrach duże powierzchnie hal tatrzańskich były prywatną własnością górali, którzy dodatkowo mieli serwituty w lasach państwowych. Niewielkie powierzchnie Tatr należały także do innych właścicieli (np. do PTTK). Góralom zaproponowano  możliwość zastępczego wypasania owiec w rejonach opuszczonych przez Łemków w Bieszczadach, Pieninach i Beskidzie Sądeckim. Z możliwości tej skorzystali jednak tylko nieliczni górale. Górale nie chcieli też stosować się do narzucanych im ograniczeń w użytkowaniu hal, mających na celu ochronę przyrody. Z braku możliwości dobrowolnego porozumienia się z właścicielami hal i wobec postępującego niszczenia przyrody Tatr Rada Ministrów w dniu 8 grudnia 1960 roku podjęła uchwałę o przymusowym wykupie lub wymianie na inne obszary wszystkich prywatnych własności w Tatrach. Dokonano tego w latach 1960–1964. W wyniku wykupów lub przymusowych wywłaszczeń hale oraz ich lasy serwitutowe włączone zostały w obszar TPN.

## Przynależność administracyjna
Do 1782 r. Tatry Polskie wchodziły w skład starostwa nowotarskiego. Podczas rozbiorów, w latach 1782-1867 Austriacy włączyli je do nowo utworzonego cyrkułu sądeckiego, a w latach 1867-1918 do nowo utworzonego powiatu nowotarskiego. Były w nim w okresie międzywojennym (1918-1939), podczas okupacji niemieckiej i po wojnie do reformy administracyjnej w 1999 r., kiedy to nazwę powiatu zmieniono na powiat tatrzański.